# Semiangusta delagrangei
Semiangusta delagrangei là một loài bọ cánh cứng trong họ Cerambycidae.